# Ван Тун (кинематографист)
Ван Тун (кит. 王童, пиньинь Wáng Tóng), при рождении Ван Чжунхэ́ (王中和; род. 14 апреля 1942 года в Аньхое, Китайская Республика) — тайваньский кинорежиссёр, обладатель многочисленных кинематографических премий, за вклад в развитие кинематографа Тайваня был удостоен Государственной премии в области литературы и искусств.

## Биография и карьера
Родился в 1942 году в Аньхое в образованной семье, с детства знаком с традиционной китайской живописью и каллиграфией.
В 1949 году вместе с родителями переехал на Тайвань.
В 1962—1965 годах получил высшее образование в Национальной академии искусств Тайваня (ныне Национальный университет искусств Тайваня) по специальности «изобразительное искусство». Позднее также вернулся туда в качестве преподавателя на кафедре кинопроизводства, в 1999 году был назван «педагогом года».
С 1966 года работает в Central Motion Picture Corporation. С начала 1970-х был непосредственно занят в кинопроизводстве, в первую очередь, в качестве художника по костюмам и художника-постановщика.
Сделал свой режиссёрский дебют в 1980 году, руководя съёмками фильма «Допустим, я настоящий».
Считается рядом киноведов одним из видных представителей «Тайваньской Новой Волны», хотя отнесение Ван Туна к ней неоднозначно.
В 2003—2006 годах активно участвовал в организации кинофестиваля «Золотая лошадь», в качестве как председателя его оргкомитета, так и главы жюри.
В 2007 удостоен Государственной премии в области литературы и искусств за вклад в развитие кинематографа Китайской Республики.
В 2011 году, по результатам опроса, проведенного среди профессионалов кино и киноведения, был включён в список 50 лучших режиссёров за историю китайского кино по версии оргкомитета фестиваля «Золотая лошадь».
Женат, имеет сына.

## Избранная фильмография
| Год  | Русское название                   | Оригинальное название | Международное название       | Функции                                              | Награды          | Категории                                              | Результат |
| ---- | ---------------------------------- | --------------------- | ---------------------------- | ---------------------------------------------------- | ---------------- | ------------------------------------------------------ | --------- |
| 1971 | Охотники за боеприпасами           | 落鷹峽                | The Ammunition Hunters       | художник-постановщик                                 |                  |                                                        |           |
| 1974 | Подруга                            | 女朋友                | Girl Friend                  | художник-постановщик                                 |                  |                                                        |           |
| 1976 | Восемьсот героев                   | 八百壯士              | Eight Hundred Heroes         | художник-постановщик                                 |                  |                                                        |           |
| 1976 | Догонялки                          | 追球追求              | The Chasing Game             | художник-постановщик                                 |                  |                                                        |           |
| 1977 | На краю горизонта                  | 人在天涯              | Far Away from Home           | художник-постановщик                                 |                  |                                                        |           |
| 1977 | Любовь в тени                      | 愛有明天              | Love in the Shadow           | художник-постановщик                                 |                  |                                                        |           |
| 1977 | Великолепие заката                 | 煙水寒                | The Glory of the Sunset      | художник-постановщик                                 | Золотая лошадь   | Лучшая работа художника-постановщика                   | Номинация |
| 1977 | Улыбающееся лицо                   | 微笑                  | The Smiling Face             | художник-постановщик                                 |                  |                                                        |           |
| 1978 | Влюбленный на волне                | 我踏浪而來            | Lover on the Wave            | художник-постановщик                                 |                  |                                                        |           |
| 1981 | Допустим, я настоящий              | 假如我是真的          | If I Were for Real           | режиссёр, художник-постановщик                       | Золотая лошадь   | лучшая работа художника-постановщика                   | Номинация |
| 1981 | Допустим, я настоящий              | 假如我是真的          | If I Were for Real           | режиссёр, художник-постановщик                       | Золотая лошадь   | лучший фильм                                           | Победа    |
| 1982 | Портрет фанатика                   | 苦戀                  | Portrait of a Fanatic        | режиссёр, художник-постановщик                       | Золотая лошадь   | Лучший фильм                                           | Номинация |
| 1983 | Вся королевская рать               | 天下第一              | All the King’s Men           | художник-постановщик, художник по костюмам           | Золотая лошадь   | Лучшая работа художника-постановщика                   | Номинация |
| 1983 | Вся королевская рать               | 天下第一              | All the King’s Men           | художник-постановщик, художник по костюмам           | Золотая лошадь   | Лучшие костюмы                                         | Победа    |
| 1983 | Цветок дождливой ночью             | 看海的日子            | A Flower in the Rainy Night  | режиссёр, художник-постановщик                       | МКФ в Чикаго     | Лучший фильм                                           | Номинация |
| 1983 | Цветок дождливой ночью             | 看海的日子            | A Flower in the Rainy Night  | режиссёр, художник-постановщик                       | Золотая лошадь   | лучший фильм                                           | Номинация |
| 1984 | Беглец                             | 策馬入林              | Run Away                     | режиссёр, художник-постановщик, художник по костюмам | Золотая лошадь   | лучший фильм                                           | Номинация |
| 1984 | Беглец                             | 策馬入林              | Run Away                     | режиссёр, художник-постановщик, художник по костюмам | Золотая лошадь   | Лучшая работа художника-постановщика, лучшие костюмы   | Победа    |
| 1985 | Весенний папочка                   | 陽春老爸              | Spring Daddy / Papa’s Spring | режиссёр                                             |                  |                                                        |           |
| 1988 | Соломенный человек                 | 稻草人                | Strawman                     | режиссёр                                             | Золотая лошадь   | лучший фильм, лучшая режиссура                         | Победа    |
| 1989 | Банановый рай                      | 香蕉天堂              | Banana Paradise              | режиссёр, художник по костюмам                       | Золотая лошадь   | лучшие костюмы, лучший фильм                           | Номинация |
| 1992 | Холм, откуда нет возврата          | 無言的山丘            | Hill of No Return            | режиссёр                                             | Золотая лошадь   | лучшая режиссура, лучший фильм                         | Победа    |
| 1992 | Холм, откуда нет возврата          | 無言的山丘            | Hill of No Return            | режиссёр                                             | Шанхайский МКФ   | Лучший фильм                                           | Победа    |
| 1992 | Холм, откуда нет возврата          | 無言的山丘            | Hill of No Return            | режиссёр                                             | Сингапурский МКФ | спецприз жюри за лучший азиатский художественный фильм | Победа    |
| 1993 | Конец пути                         | 異域之未路英雄        | End of the Road              | художник-постановщик                                 |                  |                                                        |           |
| 1995 | Красная хурма                      | 紅柿子                | Red Persimmon                | режиссёр, автор сценария                             | Золотая лошадь   | лучшая режиссура                                       | Номинация |
| 2001 | Путь, которым мы идем              | 自由門神              | A Way We Go                  | режиссёр                                             |                  |                                                        |           |
| 2001 | Перекресток Голубых ворот          | 藍色大門              | Blue Gate Crossing           | продюсер                                             |                  |                                                        |           |
| 2005 | Огненный шар: Путешествие на Запад | 紅孩兒:決戰火焰山     | The Fire Ball                | режиссёр                                             | Золотая лошадь   | лучший анимационный фильм                              | Победа    |
| 2007 | Самый долгий путь                  | 最遙遠的距離          | The Most Distant Course      | актёр                                                |                  |                                                        |           |
| 2011 | 10+10 (сегмент «Ритуал»)           | 十加十                | 10+10                        | режиссёр                                             |                  |                                                        |           |
| 2014 | Впусти свет                        |                       | Let the Sunshine In          | продюсер                                             |                  |                                                        |           |
| 2015 | Где утихает ветер                  | 風中家族              | Where the Wind Settles       | режиссёр                                             |                  |                                                        |           |